# Siegfried Seidl
Siegfried Seidl (Tulln an der Donau (Oostenrijk-Hongarije), 24 augustus 1911 - Wenen, 4 februari 1947) was in de Tweede Wereldoorlog commandant van het getto Theresienstadt, in de hedendaagse Tsjechische Republiek. Hij werd later als oorlogsmisdadiger veroordeeld en geëxecuteerd.

## Biografie
Siegfried Seidl werd geboren in Tulln an der Donau, indertijd in de Oostenrijks-Hongaarse Dubbelmonarchie gelegen, tegenwoordig in Neder-Oostenrijk. Zijn vader, die als kapper werkte, sneuvelde in de Eerste Wereldoorlog, zijn moeder werkte op de Bondskanselarij. Na zijn middelbare school in Klosterneuburg en Horn te hebben afgemaakt ging Seidl rechten studeren in Wenen. Na drie semesters onderbrak hij zijn studie en nam verschillende baantjes aan. Van september 1932 tot mei 1933 werkte hij als stoker op de Bondskanselarij, zijn moeder had hem aan het baantje geholpen. Vanaf 1935 tot 1938 studeerde Seidl geschiedenis en germanistiek aan de Universiteit van Wenen. Hij promoveerde in 1941 maar zijn titel werd hem in 1947 ontnomen.
In 1938 en 1939 werkte Seidl bij de beveiligingsafdeling van de motorenfabriek Austro-Fiat. Op 2 maart 1939 trouwde Seidl met Elisabeth Stieber, een voormalige kleuterleidster, lid van de NSDAP, de NS-Frauenschaft (NSF: de nationaalsocialistische vrouwenbeweging) en ondersteunend lid van de SS.

### Nazicarrière

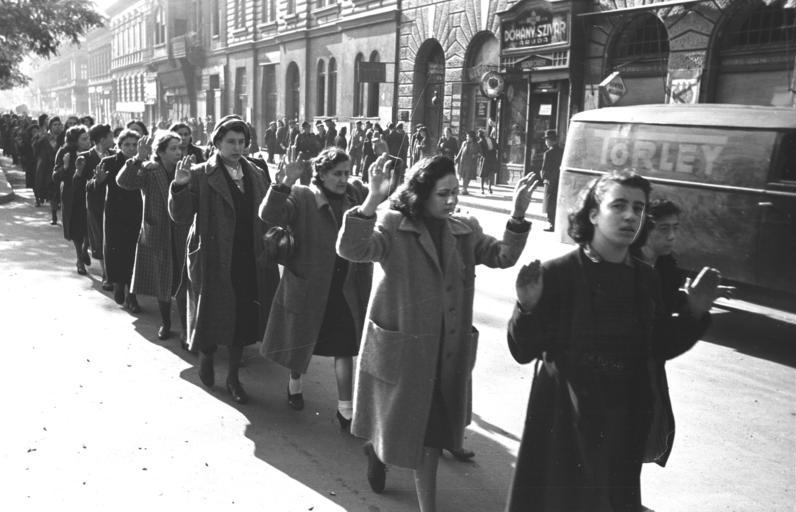
Gevangen Joden, Wesselényistraat in Boedapest, oktober 1944.

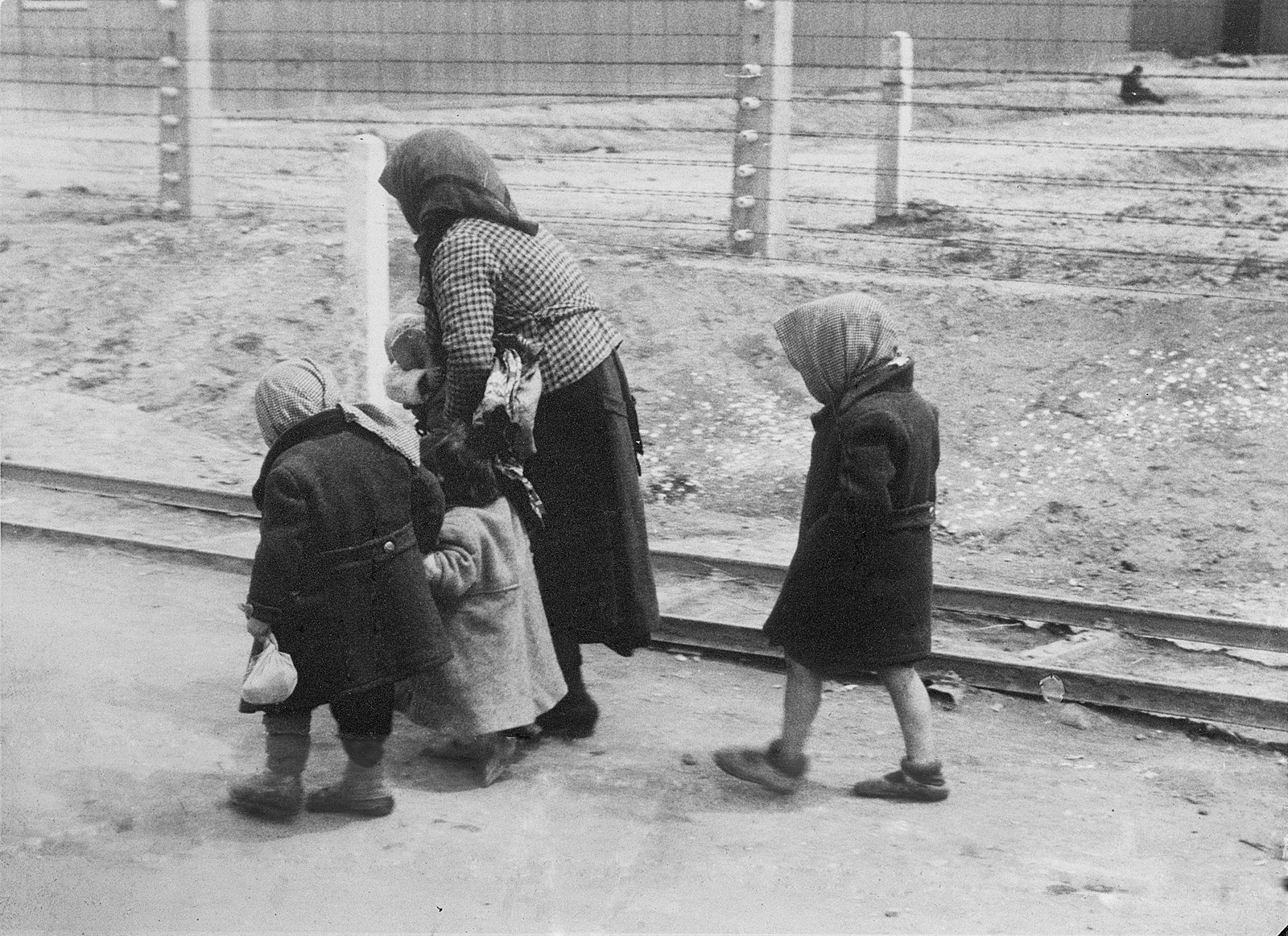
Oude vrouw en kinderen op weg naar de gaskamer van Auschwitz-Birkenau, mei 1944

Op 15 oktober 1930 werd Seidl lid van de NSDAP (nummer 300 738). Van september 1931 tot mei 1932 was hij actief in de SA. Op de dag dat hij de SA verliet werd Seidl lid van de elfde SS-Standarte (SS-regiment) als SS-Scharführer (equivalent van eerste sergeant) (nummer 46 106). Naar eigen zeggen zou hij vanaf december 1939 inspecteur van de Sicherheitspolizei in Wenen zijn geweest.
Vanaf januari 1940 werd Seidl ingedeeld bij het Reichssicherheitshauptamt (RSHA) – afdeling IVB4, onder Adolf Eichmann's commando en werd hij geplaatst bij de SS in Poznań (Polen). Op 30 oktober 1941 werd Seidl door Eichmann belast met het opzetten van het getto Theresienstadt. Van november 1941 tot juli 1943 functioneerde Seidl als commandant van het getto en was als zodanig verantwoordelijk voor de mishandeling en de dood van duizenden gevangenen. In november 1942 werd Seidl gepromoveerd tot SS-Hauptsturmführer (kapitein). Als commandant rapporteerde Seidl direct aan Hans Günther, chef van de Zentralstelle für jüdische Auswanderung (Centraal bureau voor Joodse emigratie) in Praag. Günther op zijn beurt legde verantwoording af bij Eichmann op het RSHA IV B 4 in Berlijn.
Seidl werd op 3 juli 1943 aangesteld als kampinspecteur, Gestapo-chef van het concentratiekamp Bergen-Belsen. SS-Obersturmführer (eerste luitenant) Anton Burger volgde hem op als commandant van Theresienstadt. Na Bergen-Belsen werd Seidl naar Mauthausen gezonden, om er voorbereidingen voor Sondereinsatzkommando-Eichmann (SEK) te treffen. Op 19 maart 1944 kwam Seidl met een Panzerdivision in Boedapest aan, waar hij zich bij de vijfde Einsatzgruppe (paramilitair SS-moordcommando) voegde. Als bevelhebber van de buitenpost Debrecen maakte Seidl deel uit van het SEK. De SEK organiseerde de grootste en snelste deportatie van de Holocaust. Vanaf 15 mei tot 9 juli, dat wil zeggen in 56 dagen, werden volgens Duitse verslagen 437.402 Joden uit Hongarije gedeporteerd. Op vijftienduizend na kwamen zij allen in het vernietigingskamp Auschwitz-Birkenau om het leven.
In juli 1944, toen de deportatie van de Hongaarse Joden was voltooid, werd Seidl benoemd tot waarnemend leider van het Sondereinsatzkommando in Wenen onder SS-Obersturmbannführer (luitenant-kolonel) Hermann Krumey. Seidl regelde voor de overgebleven Joden dwangarbeiderskampen, die gebouwd werden in Wenen en in Neder-Oostenrijk.
Op 14 november 1946 werd Seidl door het Volksgericht (Oostenrijkse volksrechtbank - opgericht om nazi-oorlogsmisdaden te berechten) in Wenen wegens hoogverraad, foltering, mishandeling en moord ter dood veroordeeld. Hij werd op 4 februari 1947 om 06.00 opgehangen, de dood werd om 06.09 uur vastgesteld.

## Militaire loopbaan
- SS-Oberscharführer:
- SS-Untersturmführer: 10 september 1939[7]
- SS-Obersturmführer: 20 april 1941[7]
- SS-Hauptsturmführer: 20 november 1942

## Lidmaatschapsnummers
- NSDAP-nr.: 300 738 (lid geworden 15 oktober 1930)
- SS-nr.: 46 106 (lid geworden 28 mei 1932)